# Mim (faraó)
Mim era faraó (rei) do Antigo Egito, que reinou em data desconhecida em algum ponto entre o final de Nacada IIc e início de Nacada IIIa (3500–3220/3200 a.C.). Seu nome foi descoberto num grafite nos Colossos de Copto, detectados no templo do deus Mim em Copto e pintado em frascos cilindros e aparece como o símbolo representando o deus mais uma planta. Em sua reconstrução, Günter Dreyer estipulou que reinou após Falcão I e antes de outro rei cujo nome é incerto; Falcão II é o seguinte. Mim, e todos os demais, são historiograficamente agrupados na dinastia 00. Outros estudiosos, como o napolitano Francesco Raffaele, trabalham com a hipótese de que, na verdade, Falcão pode ser o nome de um lugar ou outra coisa.